# Eesti meistrid 1929
Fu la nona edizione della massima divisione calcistica estone. Il VS Sport Tallinn vinse il suo sesto titolo.

## Formula
Sei club (cinque da Tallinn ed uno da Tartu) presero parte al torneo. Ogni squadra incontrò le altre una volta per un totale di cinque partite.

## Classifica finale
| Pos | Club                     | G | V | N | P | GF | G  | DR  | Punti |
| --- | ------------------------ | - | - | - | - | -- | -- | --- | ----- |
| 1   | VS Sport Tallinn         | 5 | 5 | 0 | 0 | 15 | 1  | +14 | 10    |
| 2   | Tallinna Jalgpalli Klubi | 5 | 3 | 1 | 1 | 14 | 7  | +7  | 7     |
| 3   | ESS Kalev Tallinn        | 5 | 2 | 1 | 2 | 9  | 9  | +0  | 5     |
| 4   | SK Estika Tallinn        | 5 | 0 | 3 | 2 | 8  | 13 | –5  | 3     |
| 5   | VK Merkur Tallinn        | 5 | 1 | 1 | 3 | 7  | 15 | –8  | 3     |
| 6   | Tartu Jalgpalli Klubi    | 5 | 0 | 2 | 3 | 4  | 12 | –8  | 2     |

G = Partite giocate; V = Vittorie; N = Nulle/Pareggi; P = Perse; GF = Goal fatti; GS = Goal subiti; DR = differenza reti; 

## Classifica marcatori
| Pos | Nome           | Club                     | Gol |
| --- | -------------- | ------------------------ | --- |
| 1   | Friedrich Karm | VS Sport Tallinn         | 7   |
| 2   | Arnold Pihlak  | Tallinna Jalgpalli Klubi | 5   |
| 3   | Ernst Joll     | Tallinna Jalgpalli Klubi | 4   |
| 3   | Artur Maurer   | ESS Kalev Tallinn        | 4   |